# Мірча Санду
Мірча Санду (рум. Mircea Sandu, нар. 22 жовтня 1952, Бухарест) — румунський футболіст, що грав на позиції нападника, зокрема за «Спортул», а також національну збірну Румунії.
Згодом — футбольний функціонер. Із серпня 1990 по березень 2014 року обіймав посаду президента Румунської футбольної федерації.

## Клубна кар'єра
У дорослому футболі дебютував 1970 року виступами за команду «Прогресул», у складі якої взяв участь у 15 матчах румунської першості.
1971 року юного нападника запросив до своїх лав «Спортул», в якому гравцеві судилося провести майже усю свою ігрову кар'єру, ставши легендою клубу. Забивши 15 голів у сезоні 1971/72, Санду допоміг команді здобути підвищення у класі до найвищої Ліги I, де і виступав у її складі протягом наступних чотирнадцяти років. Попри доволі потужний склад, що вважається найсильнішим у клубній історії «Спортула», із трофеїв йому вдалося за цей період здабути лише Балканський кубок у 1979 році. Навіть із приходом до команди майбутньої зірки румунського футболу Георге Хаджі у 1983 році масимальним досягненням «Спортула» стало друге місце у національній першості в сезоні 1985/86.
1986 року досвідчений нападник залишив «Спортул» і, провівши наступного сезону декілька ігор за «Глорію» (Бузеу), завершив кар'єру.
Загалом став автором 167 голів в іграх Ліги I (з них 165 за «Спортул»), що дозволяє Санду утримувати місце у чільній десятці найкращих бомбардирів найвищого дивізіону румунської першості за всю її історію.

## Виступи за збірну
1972 року дебютував в офіційних матчах у складі національної збірної Румунії.
Загалом протягом кар'єри у національній команді, яка тривала 11 років, провів у її формі 18 матчів, забивши 6 голів.